# Атерско језеро
Атерско језеро (нем. Attersee; или Камерско језеро, нем. Kammersee) је највеће језеро Залцкамергут области. Протеже се око 20 km од севера ка југу и 4 km од истока ка западу. Вода овог језера долази из реке Зеахе, која отиче из Мондског језера. Хеленбирге (Höllengebirge, буквално ђавоље планине), са висином до 1.800 m, налазе се југоисточно од језера. Шафберг, још једна планина, се налази одмах југозападно од Атерског језера.
У Лицлбергу, постоји мали острвски дворац, којег је током лета често посећивао Густав Климт.